# Казе Албанезе (Л'Аквила)
Казе Албанезе (итал. Case Albanese) је насеље у Италији у округу Л'Аквила, региону Абруцо.
Према процени из 2011. у насељу је живело 40 становника. Насеље се налази на надморској висини од 465 м.